# NGC 188
NGC 188 es un cúmulo abierto visible a menos de 5 grados del Polo norte celeste, en la constelación de Cefeo. Se calcula que se halla a unos 5 400 años luz de la Tierra.
A diferencia de otros cúmulos abiertos que, por la interacción gravitatoria de nuestra galaxia se acaban dispersando después de unos pocos millones de años, NGC 188 está situado lejos del centro y a unos 1 800 al por encima del plano galáctico. Es uno de los cúmulos abiertos más antiguos. Se calcula que su edad es de unos 6 400 o 6 500 millones de años, aunque algunos autores han aumentado esta cifra hasta 10 o 12.000 millones de años.
Fue descubierto por el astrónomo John Herschel el 3 de noviembre de 1831.

## Estrellas
Lo forman unas 120 estrellas. 
Las pertenecientes a la secuencia principal son viejas y relativamente frías, de clase espectral F2 (es decir, estrellas amarillas). 
Las gigantes son amarilloanaranjadas, de clase espectral G8, pero las diez más brillantes son gigantes amarillas de clases espectrales que van desde G8 hasta K4, con magnitudes aparentes entre 12 y 14, y magnitudes absolutas de 0 a +2.

## Observación

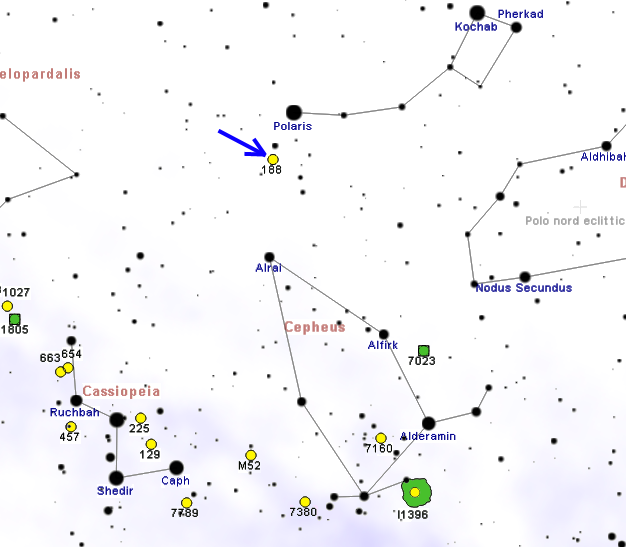
Localización de NGC 188 en la constelación de Cefeo,muy cerca de la Estrella Polar.

Es circumpolar en casi todo el hemisferio boreal. 
Se puede identificar incluso con unos prismáticos de 10x50, pero la resolución en estrellas solo es posible con telescopios de al menos 120 mm de apertura. Los componentes menos luminosos son de décima magnitud, pero la mayor parte son de la decimotercera en adelante.
Al verse este cúmulo tan próximo al Polo Norte Celeste, no hay una época del año más adecuada que otras para su observación. Su altura sobre el horizonte es casi la misma durante todo el año: la variación es solo de unos 8 a 9 grados.